# Bachelor Party (How I Met Your Mother)
Bachelor Party är det nittonde avsnittet av andra säsongen av TV-serien How I Met Your Mother. Det hade premiär på CBS den 9 april 2007.

## Sammandrag
Barney förstör Marshalls svensexa. Lily avslöjar en hemlighet om Barney som får Marshall att tänka över vem som borde vara hans "best man".

## Handling
Eftersom Ted är Marshalls best man planerar han hans svensexa. Barney erbjuder sig att hjälpa till men Marshall har sagt att han inte vill ha några strippor på svensexan. Barney försöker övertyga Ted om att ändå ha med en strippa. 
Ted planerar en kväll där de ska titta på en boxningsmatch och äta speciallbeställd biff. Men Barney lurar Ted. När de kommer till hotellrummet i Foxwoods finns en strippa där. Marshall blir missnöjd med kvällen - strippan bryter vristen, de missar boxningsmatchen, strippan utför ändå sin show, alla utom Barney äcklas av det hon gör, de förlorar aptiten och kan inte äta sin specialbiff och de blir utsparkade från hotellet. Marshall och Ted åker tillbaka till stammisbaren MacLaren's, arga på Barney för att han förstörde svensexan.
Lily har under tiden en möhippa med sina kvinnliga vänner och släktingar hemma i lägenheten. Robin har, på Barneys inrådan, köpt en present till henne. Det är en batteridriven dildo. När Robin upptäcker att de flesta av de andra gästerna är äldre släktingar, inklusive Lilys mormor, försöker hon hindra Lily från att öppna presenten. När Lily öppnar den tror hon att det är hennes mormor som har gett henne den. Hon blir chockad, men Robin berättar att dildon var från henne. De äldre släktingarna blir dock inte särskilt upprörda utan snarare intresserade av presenten. 
Lily och Robin möter senare Marshall och Ted i baren. Marshall säger att han funderar på att inte bjuda Barney på bröllopet. Då berättar Lily om hur Barney var den som fick henne att komma tillbaka till New York och ta tillbaka Marshall. Han åkte ända till San Francisco för att säga att hon och Marshall hörde ihop och borde vara tillsammans. Marshall blir rörd av hur Barney bryr sig om deras förhållande, så han gör Barney till best man tillsammans med Ted.

## Kulturella referenser
- När Ted gör en lista över de bästa sakerna i världen nämner han "scenen där apan ger killen fingret" i filmen "Den vilda fighten".
- Barney tror (felaktigt) att "Deep Impact" är en pornografisk film.
- Marshall frågar, med tanke på all rök och rockmusik, om strippshowen är en strippshow eller en Kiss-konsert.
- Lilys släktingar börjar prata om tv-serien Sex and the City när de ser vibratorn som Robin har köpt. De refererar till avsnittet "The Turtle and the Hare", där en av karaktärerna ger en sexleksak till en annan.
- Barney föreslår på vägen till sjukhuset att de begraver strippan i mitten av öknen, en referens till filmen "Very Bad Things".